# La Petite Amie de Bart
Pour les articles homonymes, voir Petite amie.
La Petite Amie de Bart (Bart's Girlfriend) est le 7e épisode de la saison 6 de la série télévisée d'animation Les Simpson.

## Synopsis
Durant la messe, Bart tombe amoureux de la fille du révérend Lovejoy, Jessica. Cependant cette dernière l'ignore. Le dimanche suivant, Bart décide de participer au catéchisme pour tenter de convaincre Jessica qu'il est un enfant sage, en vain. Agacé, Bart joue un tour à Willie au parc, et se fait punir sévèrement par le proviseur Skinner. Jessica ayant vu toute la scène s'approche alors de lui pour exprimer son empathie et l'inviter à diner chez elle le soir même.
Au cours du repas avec les Lovejoy, Bart s'attire les foudres de ces derniers en employant des jurons et en parlant de façon déplacée. Toutefois, Jessica se rend compte que Bart est un mauvais garçon et lui avoue qu'elle l'aime. Ils commencent alors secrètement à se voir pour réaliser toutes sortes de bêtises en ville. Bart se rend alors rapidement compte que Jessica a une mauvaise influence sur lui. Le dimanche suivant, à la messe, il la supplie de bien vouloir changer et de devenir une fille plus sage. Cependant, Jessica dérobe aussitôt l'intégralité des recettes de la quête et fait passer Bart pour coupable, qui est devenu la risée de la ville.
Apprenant l'identité du vrai coupable, Lisa est déterminée à faire resurgir la vérité et accuse publiquement, à la messe, Jessica d'être la coupable. Les habitants de la ville vont alors fouiller la chambre de Jessica, où l'argent se trouve, et cette dernière finira par avouer qu'elle l'a fait pour attirer l'attention de son père. S'ensuit pour elle une punition consistant à la faire  frotter les marches de l'église. Bart reçoit donc des excuses de la part des habitants de la ville. À la fin de l'épisode, Bart va voir Jessica devant l'église et lui dit ce qu'il a appris de ses mésaventures. Jessica répond alors qu'elle a appris qu'elle peut manipuler les garçons à sa guise.